# Time to live
Час життя або TTL  (англ. Time to live) — в обчислювальні техніці та комп'ютерних мережах — максимальний період часу або кількість ітерацій або переходів, за який набір даних (пакет) може існувати до свого зникнення. 
В інформаційних системах використовується для реалізації кешування, запобігання зациклювань та реалізації сутностей, які повинні існувати обмежений час (сесія).
Може бути реалізований як лічильник або позначка часу, що додана до набіру даних.

## TTL (час життя) IP-пакетів
В IPv4 TTL є 8-бітним полем IP-заголовка. Воно знаходиться у дев'ятому октеті з двадцяти. Значення TTL може розглядатися як верхня межа часу існування IP-датаграми в мережі. Поле TTL встановлюється відправником датаграми і зменшується з кожним вузлом (наприклад, маршрутизатором) на шляху його слідування, згідно з часом перебування у даному пристрої або згідно з протоколом обробки.
Якщо поле TTL стає рівним нулю до того, як датаграма дістанеться пункту призначення, то вона відкидається і відправнику відсилається ICMP-пакет з кодом 11 — «Перевищення інтервалу».
Відкидання пакетів із часом життя, який закінчився, дозволяє уникнути ситуацій, коли датаграми, що не можуть бути доставлені, «вічно» циркулюють у системі Інтернет, перевантажуючи мережу (наприклад, у разі виникнення циклічних маршрутів через некоректну маршрутизацію).
За стандартом RFC791, час життя вимірюється в секундах, але кожен вузол, крізь який проходить датаграма, має зменшити значення TTL принаймні на одиницю. На практиці, якщо обробка займає менше секунди, поле TTL зменшується на одиницю на кожному хопі. Для того щоб відобразити це, в протоколі IPv6 поле було перейменовано в «hop limit». Також у деяких реалізаціях IP-протоколу TTL вимірюється в кількості кроків (хопів), у цьому разі маршрутизатор зменшує значення TTL рівно на одиницю.

## Час життя записів DNS
Для DNS-записів параметр «Time to live» визначає час актуальності даних при кешуванні запитів. Задається в секундах, типове значення становить 86400 секунд, тобто 24 години. Це означає, що при зміні запису DNS, протягом 24 годин після зміни DNS-сервери по всьому світу можуть видавати старі дані з кешу, поки він не буде оновлений.